# 吉泽尔县

所在位置

吉泽尔县，是巴基斯坦吉尔吉特-巴尔蒂斯坦西北部的一个县。东邻吉尔吉特县，南邻狄阿莫县。县治位于Gakuch。

## 行政区划
吉泽尔县分为4个乡。